# 锡乌勒河畔圣坎坦
錫烏勒河畔圣坎坦（法語：Saint-Quintin-sur-Sioule，法語發音：[sɛ̃ kɛ̃tɛ̃ syʁ sjul]）是法国多姆山省的一个市镇，属于里永区。

## 地理
锡乌勒河畔圣坎坦（46°6'0"N, 3°4'13"E）面积14.32 平方千米，位于法国奥弗涅-罗讷-阿尔卑斯大区多姆山省，该省份为法国中南部省份，北起阿列省接壤，东临卢瓦尔省，南至上盧瓦爾省和康塔爾省，西接科雷兹省和克勒兹省。
与锡乌勒河畔圣坎坦接壤的市镇（或旧市镇、城区）包括：舒维尼、埃布勒伊、尚村、马尔西亚、锡乌勒河畔圣加勒。

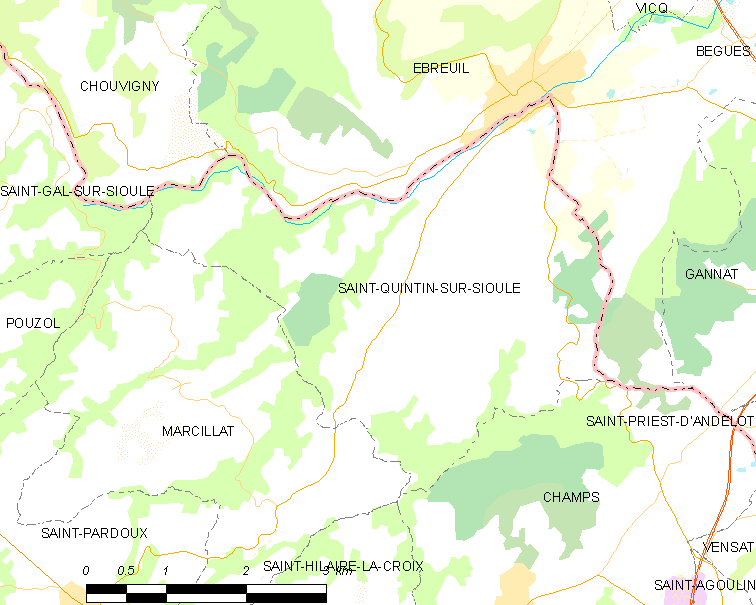
锡乌勒河畔圣坎坦的OSM定位图

锡乌勒河畔圣坎坦的时区为UTC+01:00、UTC+02:00（夏令时）。

## 行政
锡乌勒河畔圣坎坦的邮政编码为63440，INSEE市镇编码为63390。

## 政治
锡乌勒河畔圣坎坦所属的省级选区为圣乔治德蒙斯县。

## 人口

1962-2008年间锡乌勒河畔圣坎坦人口变化图示

锡乌勒河畔圣坎坦于2022年1月1日时的人口数量为387人。